# Cherré (Maine-et-Loire)
Cherré ist eine Ortschaft und eine Commune déléguée in der französischen Gemeinde Les Hauts-d’Anjou mit 551 Einwohnern (Stand: 1. Januar 2022) im Kanton Tiercé, im Arrondissement Segré, im Département Maine-et-Loire und in der Region Pays de la Loire. Die Einwohner werden Cherréens genannt.
Die Gemeinde Cherré wurde am 15. Dezember 2016 mit Brissarthe, Champigné, Contigné, Marigné, Sœurdres und Querré zur neuen Gemeinde Les Hauts d’Anjou zusammengeschlossen.

## Geografie
Der Ort Cherré liegt auf einem Plateau zwischen den Flüssen Mayenne und Sarthe, 27 Kilometer nördlich von Angers.

## Bevölkerungsentwicklung
| Jahr                       | 1962 | 1968 | 1975 | 1982 | 1990 | 1999 | 2006 | 2013 |
| -------------------------- | ---- | ---- | ---- | ---- | ---- | ---- | ---- | ---- |
| Einwohner                  | 449  | 452  | 407  | 393  | 378  | 397  | 454  | 537  |
| Quellen: Cassini und INSEE |      |      |      |      |      |      |      |      |

## Sehenswürdigkeiten

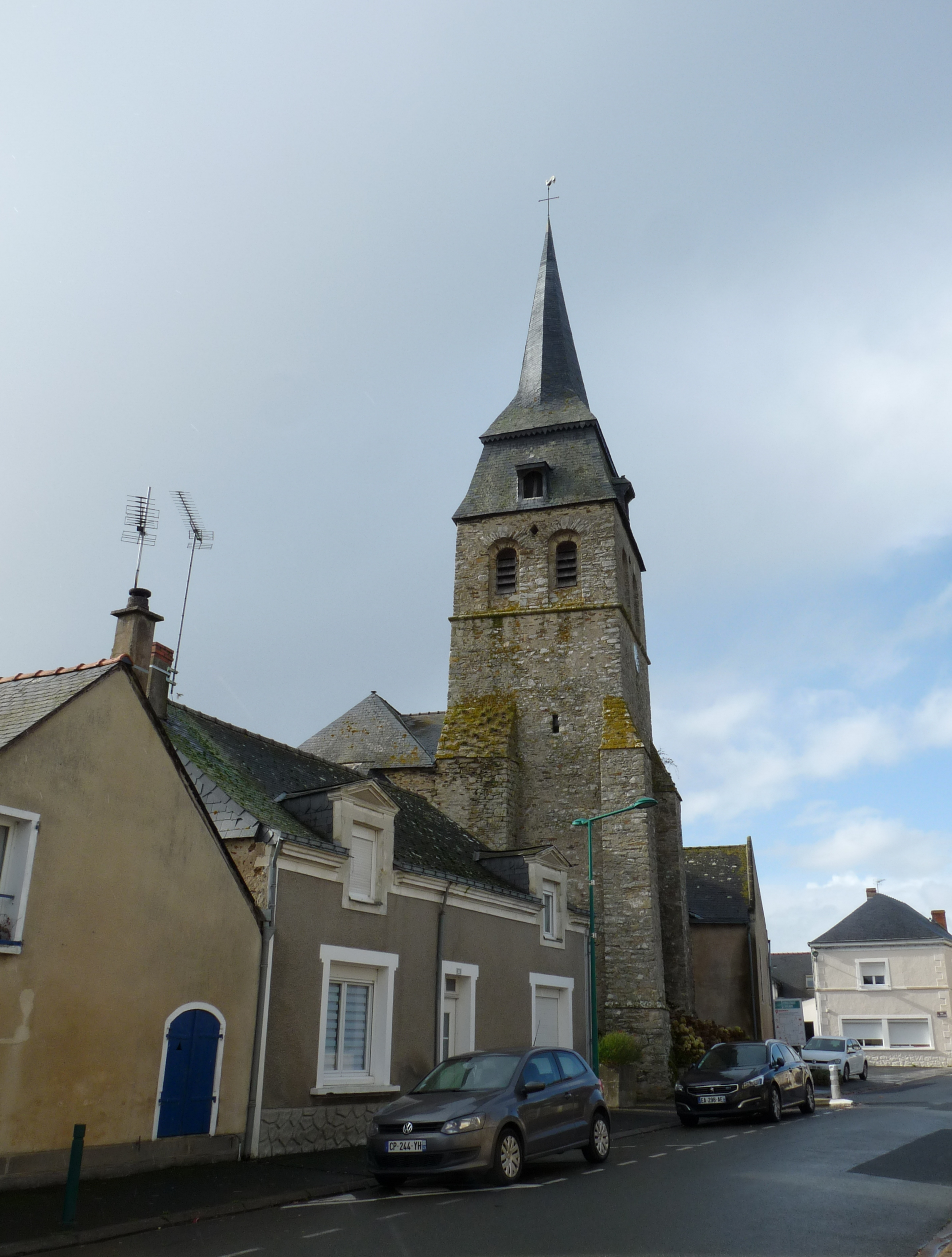
Kirche Saint-Pierre

- Kirche Saint-Pierre
- Schloss Marteau
- Wasserturm

## Partnerschaft
Mit der deutschen Gemeinde Blindheim in Schwaben (Bayern) besteht eine Partnerschaft.